# Dexter Strickland
Pour les articles homonymes, voir Strickland.
Dexter Terrez Strickland, né le 1er octobre 1990, à Rahway, dans le New Jersey, est un joueur américain de basket-ball. Il évolue au poste de meneur.

## Carrière
Il passe quatre années à l'université et joue pour les Tar Heels de la Caroline du Nord. Il est titulaire dans 95 des 128 matches qu'il dispute. Il marque en moyenne 7 points par match en 24 minutes de jeu.
Non drafté en 2013, il s'engage à Boulogne-sur-Mer, en France, en Pro B. Devant régler des formalités administratives, il n'arrive à Boulogne-sur-Mer que trois semaines plus tard pour participer au match de la 3e journée du championnat contre Évreux. Après dix matches disputés, le 14 novembre, il tourne à 4,6 points en 15 minutes de jeu par match et est sur la sellette. Le 28 novembre, il est licencié par Boulogne-sur-Mer après treize rencontres et avec des moyennes de 3,8 points en 14 minutes par match.
Le 18 janvier 2014, il rejoint le Stampede de l'Idaho en D-League. Il termine la saison, en ayant disputé 22 rencontres, avec des stats de 4,5 points en 12 minutes par match.

## Clubs successifs
- 2009-2013 :  Tar Heels de la Caroline du Nord (NCAA)
- 2013-2014 :
  - Sep.-Nov. 2013 :  Boulogne-sur-Mer (Pro B)
  - Jan.-2014 :  Stampede de l'Idaho (D-League)